# Milorad Mandić
Milorad Mandić ps. Manda (ur. 3 maja 1961 w Belgradzie, zm. 15 czerwca 2016 tamże) – serbski i jugosłowiański aktor i prezenter telewizyjny.

## Życiorys
W 1982 związał się z amatorskim teatrem eksperymentalnym, działającym w Belgradzie. Sześć lat później ukończył studia aktorskie w belgradzkiej Akademii Teatralnej (klasa Vladimira Jevtovicia). W 1989 zagrał w serialu telewizyjnym Bajka za laku noć, który przyniósł mu popularność. Od 1995 prowadził program Više od igre, nadawany przez TV Pink.
W filmie zadebiutował w 1986. Zagrał w pięćdziesięciu filmach fabularnych. Zmarł na atak serca na scenie teatralnej, odgrywając rolę Kapitana Haka w sztuce Piotruś Pan, wystawianej przez Teatr Boško Buha. Pochowany 18 czerwca 2016 w Alei Zasłużonych na Nowym Cmentarzu w Belgradzie.
Był żonaty (żona Anastasija).

## Wybrana filmografia
- 1986: Špadijer jedan život jako Zoran
- 1994: Slatko od snova jako duch Elvisa Priesleya
- 1998: Rany jako Bilder
- 2003: Mały świat jako milicjant na motocyklu
- 2004: Szara ciężarówka w kolorze czerwonym jako dowódca oddziałów paramilitarnych
- 2005: Made in YU jako Savo
- 2006: Piękne wsie pięknie płoną jako Viljuška
- 2007: Klopka jako inspektor
- 2012: Budva na pienu od mora jako profesor Mile
- 2013: Ravna Gora jako kapitan Uzenac (serial telewizyjny)
- 2016: Braħa po babine linije jako Milašin